# Ján Kocian
Ján Kocian (* 13. März 1958 in Zlaté Moravce) ist ein slowakischer Fußballtrainer und ehemaliger tschechoslowakischer Fußball-Nationalspieler.

## Leben

### Spielerkarriere
Kocian spielte von 1976 bis 1978 für ZTS Martin in der 2. Liga der Tschechoslowakei. Danach absolvierte er von 1979 bis 1988 in der ersten Liga 209 Spiele für FK Dukla Banská Bystrica und lief zwischen 1988 und 1993 in der Bundesliga und 2. Bundesliga 147-mal für den FC St. Pauli auf.
1990 nahm er als Kapitän mit der Fußballnationalmannschaft der Tschechoslowakei an der WM in Italien teil und wurde im gleichen Jahr zum „Fußballer des Jahres“ der Tschechoslowakei gewählt.

### Trainerkarriere

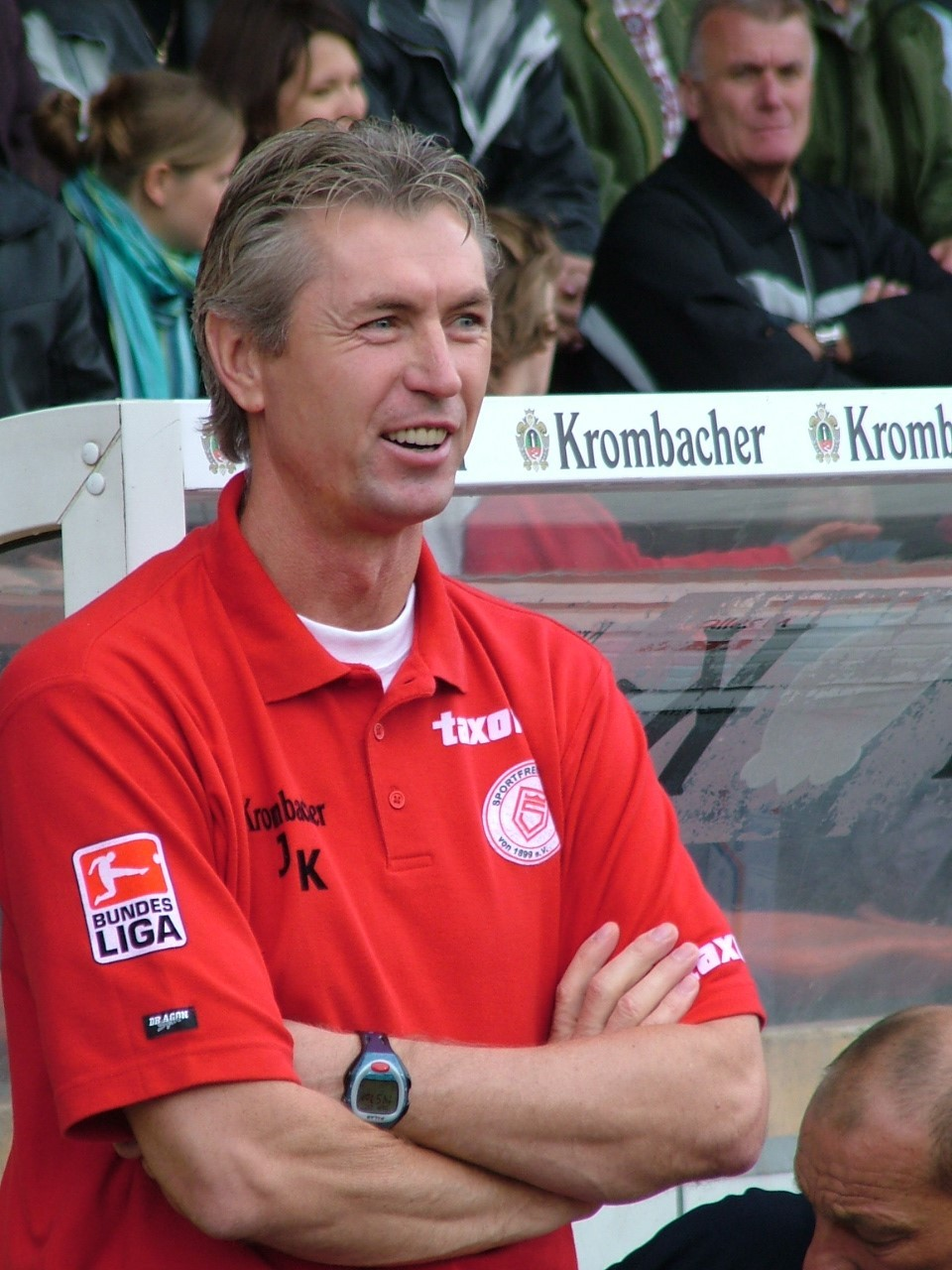
Jan Kocian als Trainer der Sportfreunde Siegen

Seit 1993 ist Ján Kocian Trainer. Zwischen 1993 und 1995 arbeitete er als Assistenz-Trainer der Slowakischen Nationalmannschaft. Anschließend war er Cheftrainer bei Dukla Banská Bystrica (1. Slowakische Liga) und FC Petra Drnovice (1. Tschechische Liga), bevor er von 1999 bis 2002 beim 1. FC Köln und von 2002 bis 2004 Assistenz-Trainer bei Eintracht Frankfurt war. Am 22. Februar 2005 übernahm er von René Müller das Traineramt beim Zweitligisten FC Rot-Weiß Erfurt, konnte jedoch bei den Thüringern nichts mehr bewegen, so dass der Verein am Saisonende abstieg. Vom 1. Juli 2005 bis zum 4. Februar 2006 war Kocian Cheftrainer des Zweitligaaufsteigers Sportfreunde Siegen, wurde dort aber aufgrund vereinsinterner Unstimmigkeiten entlassen. Seit dem 3. November 2006 trainierte er die Slowakische Nationalmannschaft. Am 25. Juni 2008 trennte sich der slowakische Verband von Kocian, da die Resultate unzureichend waren.
Seit August 2008 war er neben Andreas Herzog Co-Trainer der österreichischen Nationalmannschaft unter dem damaligen tschechischen hauptverantwortlichen Trainer Karel Brückner. Am 4. März 2009 wurde sein Engagement nach nur sieben Monaten beendet, nachdem Karel Brückner seinen Rücktritt erklärt hatte.
Im Dezember 2010 unterschrieb Kocian einen Zweijahresvertrag beim chinesischen Klub Jiangsu Guoxin Sainty FC. Sein Engagement begann am 1. Januar 2011.
Seit 2013 ist er Trainer des polnischen Erstligisten Ruch Chorzów. Am 3. Juni 2014 wurde er zum „Trainer des Jahres“ in Polen gewählt.

## Privatleben
Ján Kocian ist in zweiter Ehe mit Milica verheiratet und lebt in Banská Bystrica. Aus der ersten Ehe mit Hana hat er einen Sohn und eine Tochter. Kocian lebte viele Jahre in Pulheim in der Nähe von Köln.